# Роберт Мутцерс
Роберт Мутцерс (нід. Robert Mutzers, нар. 6 квітня 1993, Остергаут) — нідерландський футболіст, лівий вінгер.

## Кар'єра
Роберт грав за аматорські клуби «Донген» і «Де Трефферс», а у 2017 році перейшов в «Дордрехт». Він дебютував 18 серпня 2017 року у виїзному матчі проти «Фортуни» з міста Сіттард (1:5). Всього зіграв за сезон у 35 матчах Еерстедивізі, забивши 12 голів і віддавши три асисти.
У вересні 2018 року підписав контракт з одеським «Чорноморцем». Роберт став першим нідерландським «легіонером» в історії одеської команди.

### Статистика
| Сезон   | Клуб          | Турнір       | Чемпіонат | Чемпіонат | Кубок | Кубок | Всього | Всього |  |
| Сезон   | Клуб          | Турнір       | Ігор      | Голів     | Ігор  | Голів | Ігор   | Голів  |  |
| ------- | ------------- | ------------ | --------- | --------- | ----- | ----- | ------ | ------ |  |
| 2015/16 | «Де Трефферс» | Топклассе    | 30        | 10        | 2     | 0     | 32     | 10     |  |
| 2016/17 | «Де Трефферс» | Твіддивізі   | 34        | 17        | 1     | 0     | 35     | 17     |  |
| 2017/18 | «Дордрехт»    | Еерстедивізі | 35        | 12        | 1     | 0     | 35     | 12     |  |
| Загалом | Загалом       | Загалом      | 72        | 39        | 4     | 0     | 76     | 39     |  |
|         |               |              |           |           |       |       |        |        |  |